# Sitkwin
Sitkwin (birmanisch စစ်ကွင်း, BGN/PCGN: sitkwin) ist eine Kleinstadt in Birma, Kreis Minhla, Distrikt Thayawady.

## Wichtige Ereignisse
Am 7. Februar 1998 landeten  Bertrand Piccard und Crew  mit dem Breitling-Orbiter-Ballon. Das Militär schoss auf den Ballon, um die Leerung zu beschleunigen.